# Bob Young
Bob Young, född 16 maj 1945, är en brittisk musiker, sångare och låtskrivare.
Under 70-talet var han "road manager" åt rockbandet Status Quo. Han är förmodligen mest känd för att ha skrivit några av rockgruppens mest framgångsrika låtar tillsammans med Francis Rossi. Låtar som Bob Young har varit med och skrivit är bland annat "Down Down", "Caroline", "Roll over Lay Down" och "Paper Plane". Man kan också höra honom spela munspel på några av gruppens låtar som tex "Roadhouse Blues" och "Break The Rules".
Han slutade arbeta med bandet 1979 men från och med 2002 har han börjat skriva låtar tillsammans med Rossi igen.